# Ann Brunton Merry
Ann Brunton Merry, właściwie Ann Brunton (ur. 30 maja 1769 w Londynie, zm. 28 czerwca 1808) – angielska i amerykańska aktorka, jedna z najpopularniejszych w swoich czasach.
Wychowywała się w Londynie i Norwich. Na deskach teatru debiutowała w 1785 roku w sztuce The Grecian Daughter. Była gwiazdą teatru Covent Garden, gdy w 1796 roku przybyła do Stanów Zjednoczonych. Tam występowała w zespole Thomasa Wignella i Aleksandra Reinagle'a.
Poślubiła Williama Warrena, aktora.